# Cheumatopsyche amiena
Cheumatopsyche amiena är en nattsländeart som beskrevs av Sykora 1967. Cheumatopsyche amiena ingår i släktet Cheumatopsyche och familjen ryssjenattsländor. Inga underarter finns listade i Catalogue of Life.